# Juan Miguel Cardozo Traillou
Juan Miguel Cardozo Traillou (San Salvador de Jujuy, 14 de julio de 1982) es un abogado y  una personalidad del medio político provincial. Es conocido por su actividad política, Secretario de Gobierno de la Provincia de Jujuy, Diputado Provincial y Candidato a Diputado Nacional.

## Reseña biográfica

### Labor política
Juan Miguel Cardozo Traillou Dirigente del partido justicialista de la Provincia de Jujuy.
Durante febrero de 2012 Cardozo fue designado subdirector de Inmuebles del Gobierno de la Provincia de Jujuy. En diciembre de 2013 fue nombrado Secretario de Gobierno de Jujuy, acompañando la gobernación de Eduardo Fellner. Fue candidato a diputado nacional en 2013 y es actual diputado provincial de la Legislatura de Jujuy.

## Vida profesional
Dentro del Colegio de Abogados de Jujuy fue elegido miembro del Consejo Directivo por el período 2013-2014.